# Hyèvre-Paroisse
Hyèvre-Paroisse is een gemeente in het Franse departement Doubs (regio Bourgogne-Franche-Comté) en telt 188 inwoners (1999). De plaats maakt deel uit van het arrondissement Besançon.

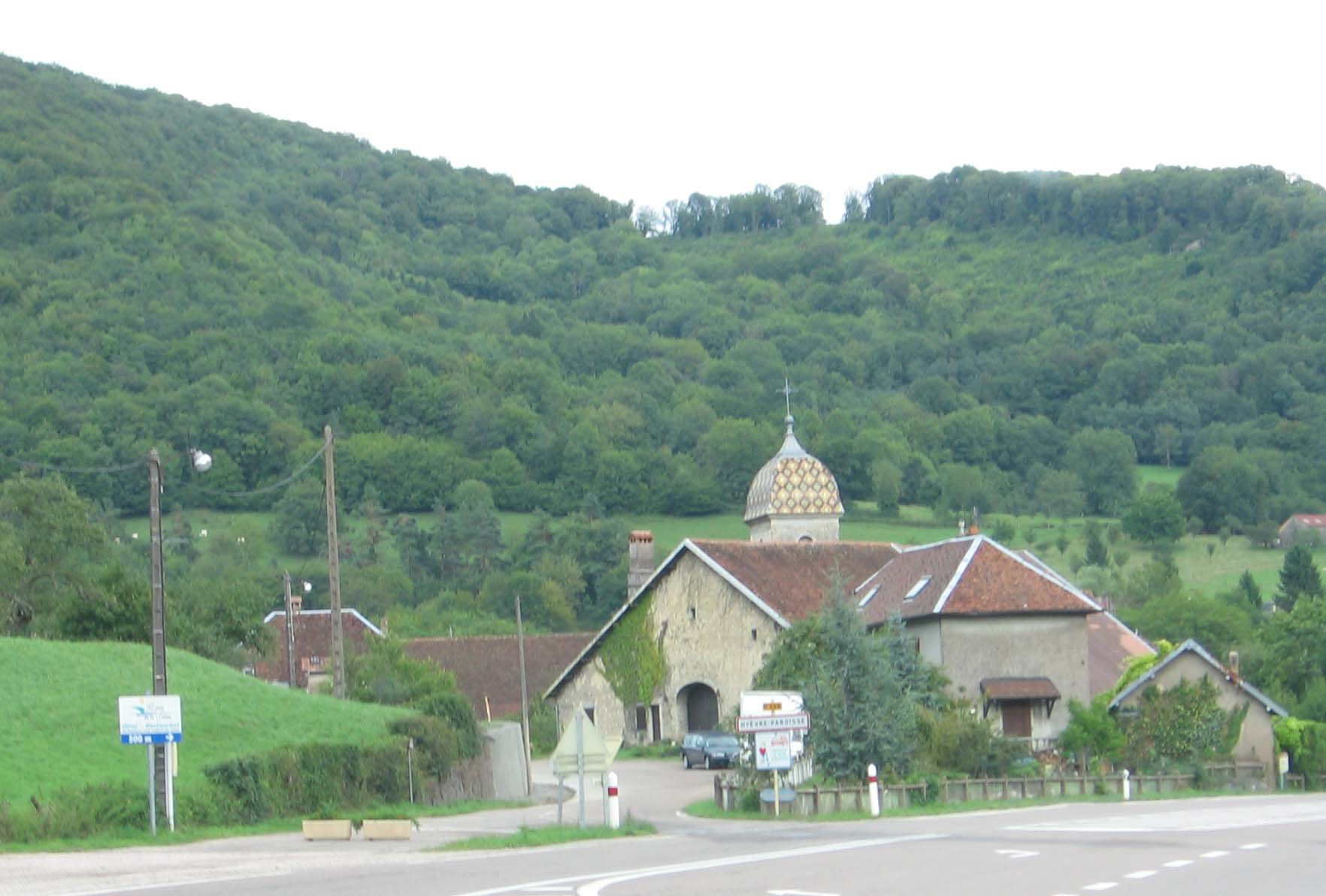
Hyèvre-Paroisse

## Geografie
De oppervlakte van Hyèvre-Paroisse bedraagt 8,7 km², de bevolkingsdichtheid is 21,6 inwoners per km².

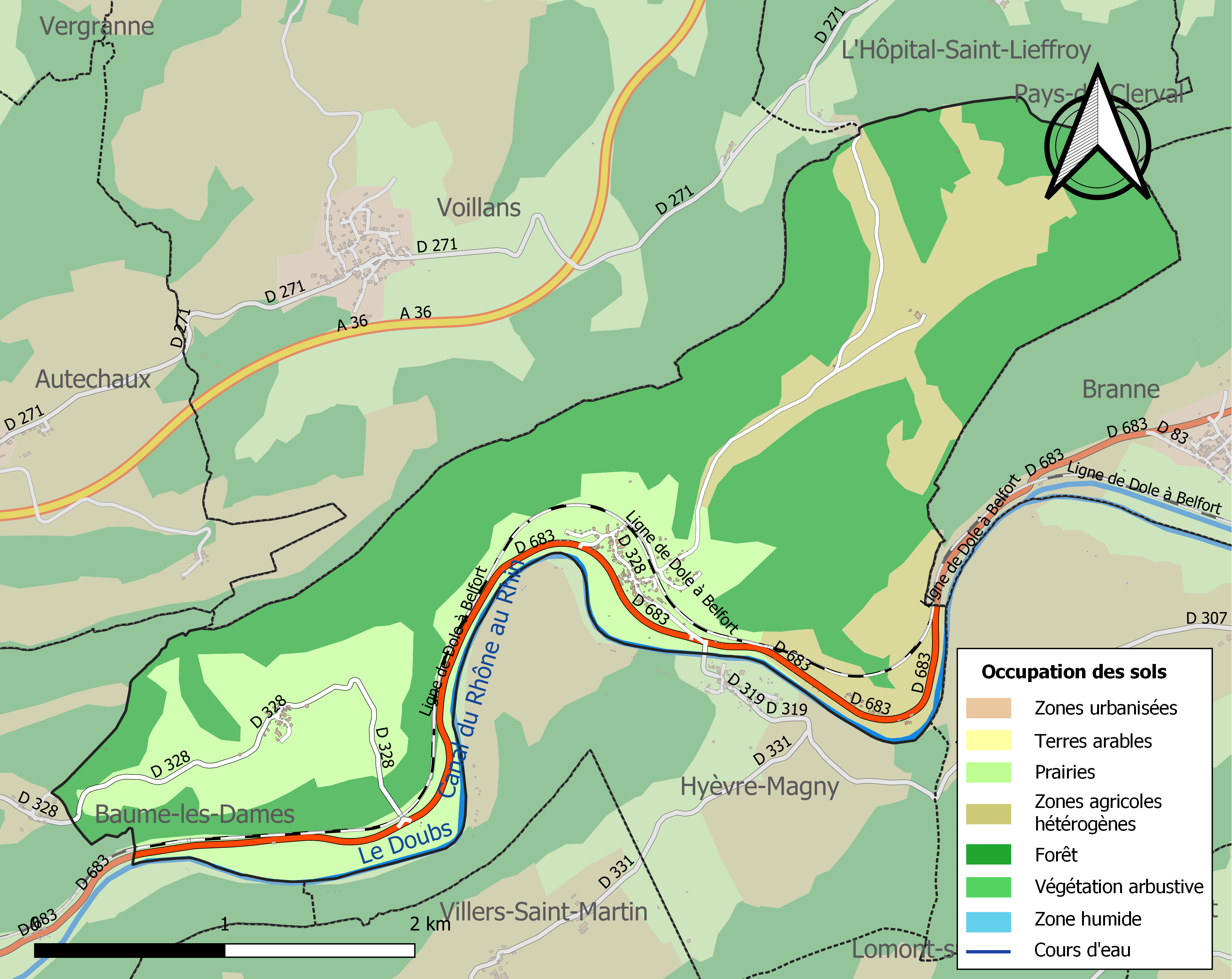
Kaart van de gemeente met de belangrijkste infrastructuur, bodemgebruik en omliggende gemeenten

## Demografie
Onderstaande figuur toont het verloop van het inwonertal (bron: INSEE-tellingen).